# FC Barcelona B
FC Barcelona Atlètic (även kallat FC Barcelona B eller Barça B) är ett spanskt fotbollslag som fungerar som reservlag till FC Barcelona. Eftersom reservlagen i Spanien inte är tillåtna att spela i samma division som sina seniorlag kan laget inte flyttas upp till La Liga. En stor andel av FC Barcelonas spelare kommer från B-laget.
Laget fick namnet "FC Barcelona B" på 1990-talet. Det hade tidigare hetat ”CD Espanya Industria”l, ”CD Condal” och ”Barcelona Atlètic”. Under en period mellan 1993 och 2007 fanns även ett  ”FC Barcelona C” (tidigare ”Barcelona Amateur”).
FC Barcelona Atlètic:s hemmaarena var länge Mini Estadi, som ligger bredvid seniorlagets arena Camp Nou. Mini Estadi invigdes 1982. Sedan 2019 är nybyggda Estadi Johan Cruyff hemmaplan, på grund av den planerande ombyggnaden av Camp Nou med omgivningar.

## Meriter
- Segunda Division B, vinnare: 1981–82, 1990–91, 1997–98, 2001–02
- Tercera Division, vinnare: 1973–74

## Statistik
CD Espanya Industrial
- Säsonger i Segunda División: 4

 CD Condal
- Säsonger i Primera División: 1
- Säsonger i Segunda División: 4

Barcelona Atlètic / Barcelona B
- Säsonger i Segunda A: 17
- Säsonger i Segunda B: 15
- Säsonger i Tercera: 3

## Spelare

### Nuvarande trupp
| Nr | Land    | Pos | Namn                                  |
| -- | ------- | --- | ------------------------------------- |
| 2  | Spanien | F   | Dani Morer                            |
| 4  | Spanien | F   | José Antonio Martínez                 |
| 5  | Spanien | F   | Rodrigo Tarín (Vice kapten)           |
| 6  | Spanien | MF  | Fali (lån från Gimnàstic; 3:e kapten) |
| 7  | Spanien | MF  | Cristian Rivera (lån från Eibar)      |
| 8  | Spanien | MF  | Ferrán Sarsanedas                     |
| 10 | Spanien | MF  | Carles Aleñá                          |
| 11 | Spanien | A   | Marc Cardona                          |
| 13 | Spanien | MV  | Adrián Ortolá (4:e kapten)            |
| 14 | Spanien | F   | Sergi Palencia (Kapten)               |
| 16 | Spanien | MF  | José Arnaiz                           |
| 17 | Spanien | MF  | Iñigo Ruiz de Galarreta               |

| Nr | Land      | Pos | Namn                                  |
| -- | --------- | --- | ------------------------------------- |
| 18 | Spanien   | A   | Rafa Mújica                           |
| 19 | Spanien   | MF  | Carles Pérez                          |
| 20 | Brasilien | MF  | Vitinho (lån från Palmeiras)          |
| 21 | Spanien   | F   | David Costas (lån från Celta)         |
| 23 | Spanien   | MF  | David Concha (lån från Real Sociedad) |
| 24 | Spanien   | F   | Samu Araújo (lån från Celta)          |
| 25 | Spanien   | MV  | Alberto Varo (lån från Gimnàstic)     |
| 26 | Spanien   | A   | Abel Ruiz                             |
| 27 | Spanien   | MF  | Oriol Busquets                        |
| 28 | Spanien   | F   | Jorge Cuenca                          |
| —  | Kamerun   | F   | Martin Hongla (lån från Granada)      |
| —  | England   | MF  | Marcus McGuane                        |
| —  | Spanien   | MF  | Matías Nahuel (lån från Villarreal)   |
| —  | Kanada    | MF  | Ballou Tabla                          |

### Berömda spelare genom tiderna
Numera i FC Barcelona
 Sergi Roberto
Andra spelare som har börjat sin karriär i Barcelona B
- Víctor Valdés
- Carles Puyol
- Xavi Hernández
- Bojan Krkic
- Thiago Alcantara
- Pedro Rodríguez Ledesma
- Francesc Fabregas
- Jeffrén Suárez
- Sergio García
- José Manuel Reina
- Mikel Arteta
- Fernando Navarro
- Iván de la Peña
- Oleguer Presas
- Pepe Reina
- Diego Capel
- Alberto Luque
- Giovani dos Santos
- Thiago Motta
- Roger García Junyent
- Quique Álvarez
- Luis García
- Gabriel García de la Torre
- Jonathan Dos Santos
- Mauro Icardi
- Alex Grimaldo
- Sergi Samper

## Tränare
- Josep Seguer (1970–72)
- Luis Aloy (1972–76)
- Laureano Ruiz (1976–78)
- Antoni Torres (1978–79, 1980–83)
- Joan Segarra (1979–80)
- Jaume Olivé (1980)
- José Luis Romero (1983–84)
- Joan Martínez Vilaseca (1984–87)
- Lluís Pujol (1987–89)
- Quique Costas (1989–96, 2001–03, 2005–07)
- Juande Ramos (1996–97)
- Josep Maria Gonzalvo (1997–01)
- Pere Gratacós (2003–05)
- Pep Guardiola (2007–08)
- Luis Enrique (2008–11)
- Eusebio Sacristán (2011–15)
- Jordi Vinyals (2015)
- Gerard López (2015–)